# Tower of Power
För TMNT-avsnittet, se Lista över avsnitt av Teenage Mutant Ninja Turtles (1987)#1992-1993: Vacation in Europe.
Tower of Power är en amerikansk musikgrupp.

## Medlemmar
Sedan starten 1968 har ett stort antal medlemmar kommit och gått. Sättningen har i stort sett varit densamma hela tiden med en leadsångare, fem blåsare (två trumpeter, två tenorsaxofoner och en barytonsaxofon) samt komp (trummor, bas, gitarr och keyboard), men tidvis har även en slagverkare ingått.

### Nuvarande[1]
- Sång: Mike Jerel
- Trumpet: Adolofo Acosta, Mike Bogart
- Tenorsaxofon: Tom Politzer, Emilio Castillo
- Barytonsaxofon: Stephen Kupka
- Trummor: David Garibaldi
- Bas: Marc van Wageningen
- Gitarr: Jerry Cortez
- Keyboard: Roger Smith

### Tidigare
Endast två av bandets medlemmar, Emilio Castillo (andra tenorsaxofon) och Stephen Kupka (barytonsaxofon), har varit med oavbrutet sedan starten. Samtliga övriga stämmor har besatts av flera olika musiker genom åren.
- Sång: Tom Bowes, Larry Braggs, Brent Carter, Marcus Scott, Ellis Hall Jr., Michael Jeffries, William Edward McGee, Rufus Miller, Rick Stevens, Hubert Tubbs, Lenny Williams,Ray Greene,
- Trumpet: Greg Adams, Ken Balzell, Michael Bogart, Bill Churchville, Barry Danielian, Mic Gillette (även trombon), Don Harris, Jesse McGuire, David Padron, Lee Thornburg, Sal Cracchiolo, Harry Kim
- Tenorsaxofon: Richard Elliot (även altsaxofon och lyricon), Brandon Fields, Steven Grove (även altsaxofon), Skip Mesquite, Lenny Pickett
- Trummor: David Bartlett, Ron E. Beck, Herman Matthews (även slagverk), Russ McKinnon (även slagverk), Mick Mestek
- Slagverk: Brent Byars
- Bas: Francis Rocco Prestia, Victor Conte, Vito San Filipo
- Gitarr: Bruce Conte, Willie Fulton, Carmen Grillo, Danny Hoefer
- Keyboard: Nick Milo, Chester Thompson

## Diskografi

### Album
- East Bay Grease (1970)
- Bump City (1972)
- Tower of Power (1973)
- Back to Oakland (1974)
- Urban Renewal (1974)
- In the Slot (1975)
- Ain't Nothin' Stoppin Us Now (1976)
- We Came to Play! (1978)
- Back on the Streets (1979)
- TOP (1986, endast i Europa)
- Power (1987, USA-version av TOP)
- Monster on a Leash (1991)
- T.O.P. (1993)
- Souled Out (1995)
- Rhythm & Business (1997)
- Dinosaur Tracks (1999, sånger inspelade 1980-1983)
- Oakland Zone (2003)
- The Great American Soulbook (2009)
- Soul Side of Town (2018)

### Livealbum
- Live and in Living Color (1976)
- Direct (1981)
- Soul Vaccination: Tower of Power - Live (1999)
- East Bay Archive volume 1 (2008, inspelad 1973)
- 40th Anniversary (2011, inspelad 2008)
- Hipper Than Hip (2014, inspelad 1974)

### Samlingsalbum
- Funkland (1974)
- What is hip? (1986)
- What Is Hip? The Tower of Power Anthology (1999)
- The Very Best Of Tower of Power: The Warner Years (2001)
- Soul With A Capital "S" (2002)
- Havin' Fun (2003)
- What Is Hip? & Other Hits (2003)

### DVD
- Tower of Power in Concert (2003, inspelad 1998)
- Live at Iowa State University (2004, inspelad 1985)
- 40th Anniversary (2011, inspelad 2008)